# Contea di Zollern
La Contea di Zollern, dal 1218 Contea di Hohenzollern, fu uno Stato del Sacro Romano Impero avente come dinastia regnante gli Hohenzollern.

## Storia

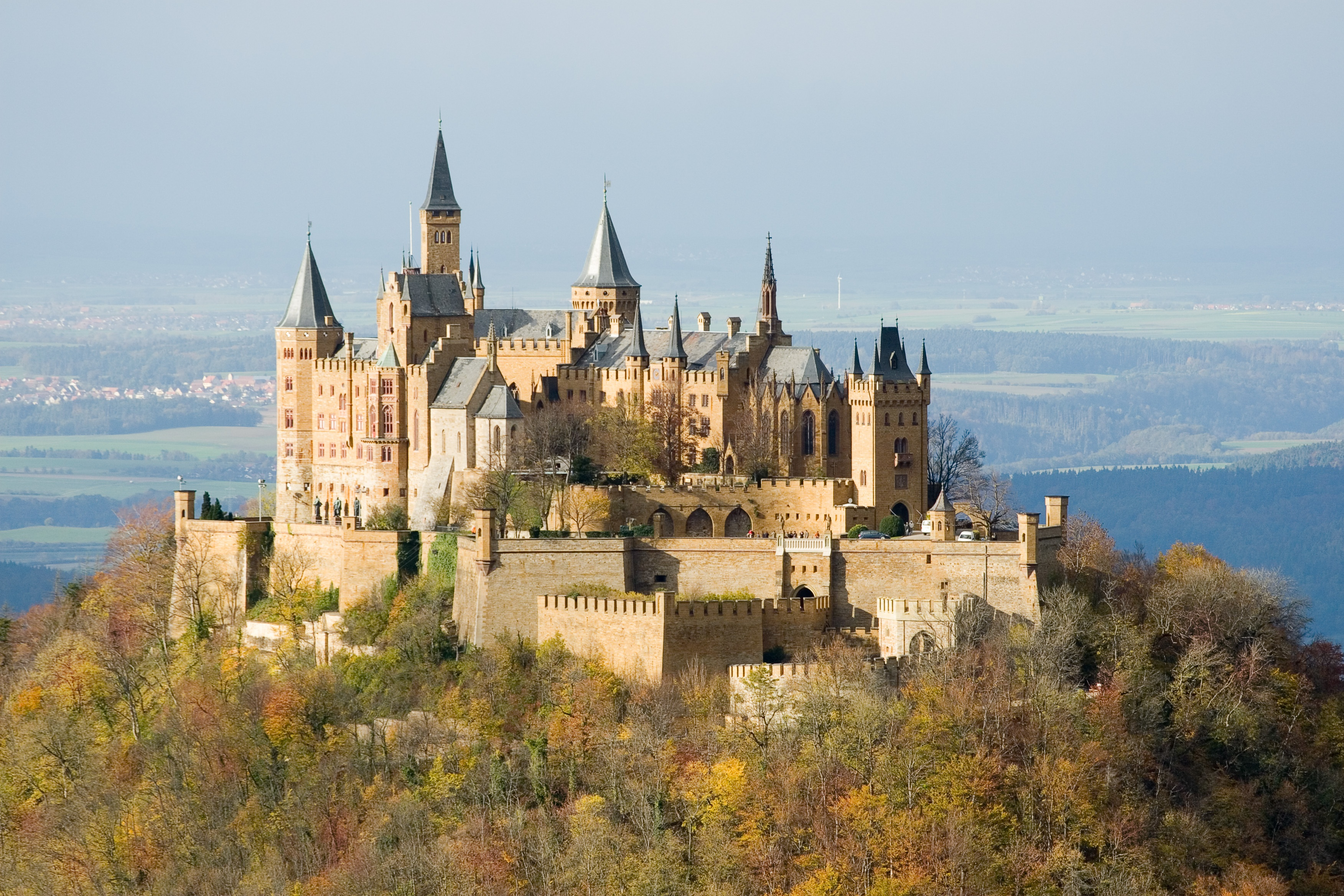
Il castello di Hohenzollern

Secondo il cronista medioevale Bertoldo di Reichenau, il nobile Burcardo I di Zollern (de Zolorin) nacque prima del 1025 e morì nel 1061. Dal suo nome si può dedurre che la sua dinastia derivasse dalla dinastia alamanna degli Burcardingi, mentre il suo cognome era derivato dal castello di Zollern che si trovava all'interno dei suoi possedimenti.
Gli Zollern ricevettero il titolo comitale dall'imperatore Enrico V nel 1111. Fedeli alla dinastia degli Hohenstaufen, gli Zollern furono in grado di allargare significativamente i loro possedimenti. Il conte Federico III (c. 1139 – c. 1200) ebbe il privilegio di accompagnare l'Imperatore Federico I Barbarossa nella sua campagna contro Enrico il Leone nel 1180 e per matrimonio riuscirono ad ottenere il burgraviato di Norimberga dall'imperatore Enrico VI nel 1191. Nel 1218 il burgraviato passò al figlio minore di Federico, Corrado I e la sua famiglia nel 1415 otterrà anche la Marca di Brandeburgo col titolo elettorale.
Afflitti da problemi economici interni, gli Hohenzollern (dal nome con cui divennero sempre più noti), iniziarono a soffrire delle pressioni dei loro vicini, i conti di Württemberg e le città della lega sveva, le cui truppe assediarono ed infine distrussero il castello di Hohenzollern nel 1423. Ad ogni modo, gli Hohenzollern continuarono a mantenere il controllo su queste terre al punto che ancora nel 1534 il conte Carlo I di Hohenzollern (1512–1576) riuscì a ricevere la contea di Sigmaringen e quella di Veringen come feudi imperiali.
Nel 1576, alla morte di Carlo I, la contea di Hohenzollern venne suddivisa tra i suoi tre figli:
- Eitel Federico IV di Hohenzollern-Hechingen (1545–1605)
- Carlo II di Hohenzollern-Sigmaringen (1547–1606)
- Cristoforo di Hohenzollern-Haigerloch (1552–1592)

In questa maniera vennero a formarsi le contee di Hohenzollern-Hechingen, Hohenzollern-Sigmaringen e Hohenzollern-Haigerloch. Haigerloch passò ai Sigmaringen nel 1767; Hechingen e Sigmaringen vennero riunite solo quando vennero cedute al Regno di Prussia nel 1859/1850 per andare a costituire la Provincia di Hohenzollern.

## Conti

### Zollern
- Burcardo I (m. 1061)
- Federico I (prima del 1125)
- Federico II (m. circa 1142)
- Federico III di Zollern (c. 1171 – c. 1200), anche burgravio di Norimberga (come Federico I) dal 1191

### Hohenzollern
- Federico IV (1204–1251/1255), anche burgravio di Norimberga (come Federico II) sino al 1218
- Federico V (1251/1255–1289)
- Federico VI (1289–1298)
- Federico VII (1298–1309)
- Federico VIII (1309–1333)
- Federico IX (1333–1377)
- Federico XI (1377–1401)
- Federico XII (1401–1426)
- Eitel Federico I (1426–1439)
- Jobst Niccolò I (1439–1488)
- Eitel Federico II (1488–1512)
- Eitel Federico III (1512–1525)
- Carlo I (1525–1575)